# Kasperi Vehmaa
Kasperi Vehmaa, född 16 januari 2025 i Villmanstrand, är en finländsk friidrottare som tävlar i längdhopp.

## Karriär
Vid de finska inomhusmästerskapen i friidrott tog Vehmaa guld 2023 och 2024. Han tog brons i längdhopp vid U23-EM 2025. Sedan tidigare har en fjärdeplats både vid U18-EM år 2022 och U20-EM år 2023.